# جنبش دموکرات
جنبش دموکرات (فرانسوی: Mouvement démocrate‎ تلفظ فرانسوی: [muv.mɑ̃ de.mɔ.kʁat]; MoDem فرانسوی: [mɔ.dɛm]) یک حزب سیاسی میانه‌رو و طرفدار قوی اتحادیه اروپا در فرانسهاست که در سال ۲۰۰۷ توسط فرانسو بایرو تأسیس شد. نام این حزب در ابتدا حزب دموکراتیک بود و بعدها به جنبش دموکرات تغییر نام یافت، زیرا قبل از آن یک حزب کوچک با همین نام در فرانسه به ثبت رسیده بود. این حزب در انتخابات ریاست‌جمهوری فرانسه ۲۰۱۷ از امانوئل مکرون حمایت کرد.

### انتخابات اروپا ۲۰۱۴
این حزب در ائتلاف با احزاب اتحاد دموکرات‌ها و مستقلین (UDI) و اتحاد برای دموکراسی فرانسوی (UDF) توانست ۹٫۹۳٪ آراء در سطح ملی را کسب کنند.

## نتایج انتخاباتی

### انتخابات ریاست جمهوری
این جدول شامل انتخابات سال ۲۰۰۲ و ۲۰۰۷ می‌باشد که رهبر حزب جنبش دموکراتیک، فرانسوا بایرو از طرف حزب اتحاد برای دموکراسی فرانسوی (UDF) خود را کاندید کرده بود.
| سال انتخابات | کاندیدا                                      | دور اول                                      | دور اول                                      | دور اول                                      | دور دوم                                      | دور دوم                                      | دور دوم                                      |
| سال انتخابات | کاندیدا                                      | آراء                                         | %                                            | رتبه                                         | آراء                                         | %                                            | رتبه                                         |
| ------------ | -------------------------------------------- | -------------------------------------------- | -------------------------------------------- | -------------------------------------------- | -------------------------------------------- | -------------------------------------------- | -------------------------------------------- |
| ۲۰۰۲         | فرانسوا بایرو                                | ۱٬۹۴۹٬۱۷۰                                    | ۶٫۸۴                                         | ۴م                                           |                                              |                                              |                                              |
| ۲۰۰۷         | فرانسوا بایرو                                | ۶٬۸۲۰٬۱۱۹                                    | ۱۸٫۵۷                                        | ۳م                                           |                                              |                                              |                                              |
| ۲۰۱۲         | فرانسوا بایرو                                | ۳٬۲۷۵٬۱۲۲                                    | ۹٫۱۳                                         | ۵م                                           |                                              |                                              |                                              |
| ۲۰۱۷         | حمایت از امانوئل مکرون (لا رپوبلیک آن مارش!) | حمایت از امانوئل مکرون (لا رپوبلیک آن مارش!) | حمایت از امانوئل مکرون (لا رپوبلیک آن مارش!) | حمایت از امانوئل مکرون (لا رپوبلیک آن مارش!) | حمایت از امانوئل مکرون (لا رپوبلیک آن مارش!) | حمایت از امانوئل مکرون (لا رپوبلیک آن مارش!) | حمایت از امانوئل مکرون (لا رپوبلیک آن مارش!) |

### انتخابات مجلس
| سال انتخابات | دور اول   | دور اول | دول دوم   | دول دوم | کرسی      | +/− | رتبه (کرسی) | دولت                                              |
| سال انتخابات | آراء      | %       | آراء      | %       | کرسی      | +/− | رتبه (کرسی) | دولت                                              |
| ------------ | --------- | ------- | --------- | ------- | --------- | --- | ----------- | ------------------------------------------------- |
| ۲۰۰۷         | ۱٬۹۸۱٬۱۰۷ | ۷٫۶۱    | ۱۰۰٬۱۱۵   | ۰٫۴۹    | ۳ از ۵۷۷  | ۲۴  | ۹م          | Opposition                                        |
| ۲۰۱۲         | ۴۵۸٬۰۹۸   | ۱٫۷۷    | ۱۱۳٬۱۹۶   | ۰٫۴۹    | ۲ از ۵۷۷  | ۱   | ۱۰م         | Opposition                                        |
| ۲۰۱۷         | ۹۳۲٬۲۲۷   | ۴٫۱۲    | ۱٬۱۰۰٬۶۵۶ | ۶٫۰۶    | ۴۲ از ۵۷۷ | ۴۰  | ۳م          | Presidential majority (under لا رپوبلیک آن مارش!) |

### انتخابات اروپایی
| سال انتخابات | آراء                  | %                | رتبه | کرسی    | +/− | گروه |
| ------------ | --------------------- | ---------------- | ---- | ------- | --- | ---- |
| ۲۰۰۹         | ۱٬۴۵۵٬۸۴۱             | ۸٫۴۶             | ۴م   | ۶ از ۷۲ | ۵   | ALDE |
| ۲۰۱۴         | ۱٬۸۸۴٬۵۶۵ (همراه UDI) | ۹٫۹۴ (همراه UDI) | ۴م   | ۴ از ۷۴ | ۲   | ALDE |